# Sombra Lagunita
Sombra Lagunita är en ort i Mexiko.   Den ligger i kommunen Huitiupán och delstaten Chiapas, i den sydöstra delen av landet, 700 km öster om huvudstaden Mexico City. Sombra Lagunita ligger 1 000 meter över havet och antalet invånare är 260.
Terrängen runt Sombra Lagunita är bergig åt nordost, men åt sydväst är den kuperad. Runt Sombra Lagunita är det ganska tätbefolkat, med 70 invånare per kvadratkilometer. Närmaste större samhälle är Simojovel de Allende, 15,4 km söder om Sombra Lagunita. I omgivningarna runt Sombra Lagunita växer i huvudsak städsegrön lövskog.